# Virée de Galerne
Vous lisez un « bon article » labellisé en 2009.
Pour les articles homonymes, voir Galerne (homonymie).
Guerre de Vendée
Chouannerie
Batailles
- 1re Bressuire
- 1re Machecoul
- 1re Saint-Florent-le-Vieil
- Jallais
- 1re Chemillé
- 1re Cholet
- 1re Coron
- 1re Chantonnay
- Pont-Charrault
- 1re Pornic
- 1re Sables-d'Olonne
- 2e Pornic
- 2e Sables-d'Olonne
- 2e Coron
- 2e Chemillé
- Les Aubiers
- 1re Challans
- Saint-Gervais
- Vezins
- 1re Port-Saint-Père
- 2e Machecoul
- 1re Beaupréau
- 1er Beaulieu-sous-la-Roche
- 1re Legé
- Thouars
- 1re Saint-Colombin
- 2e Port-Saint-Père
- 1re La Châtaigneraie
- Palluau
- 1re Fontenay-le-Comte
- 2e Fontenay-le-Comte
- Doué
- Montreuil-Bellay
- Saumur
- 3e Machecoul
- La Louée
- Parthenay
- 1re Luçon
- Nantes
- 1re Moulins-aux-Chèvres
- 1re Châtillon
- Martigné-Briand
- Vihiers
- Les Ponts-de-Cé
- 2e Luçon
- Château d'Aux
- 3e Luçon
- 1re La Roche-sur-Yon
- Vertou
- 2e Chantonnay
- Vrines
- 3e Port-Saint-Père
- 1re Montaigu
- Torfou
- 3e Coron
- Pont-Barré
- 2e Montaigu
- 1re Saint-Fulgent
- Le Pallet
- Treize-Septiers
- 2e Moulins-aux-Chèvres
- 2e Châtillon
- La Tremblaye
- 2e Cholet
- Beaupréau

- Laval
- Croix-Bataille
- Entrammes
- Ernée
- Fougères
- Granville
- Pontorson
- Avranches
- Dol
- Angers
- La Flèche
- Pontlieue
- Le Mans
- Savenay

- 1re Noirmoutier
- 2e Noirmoutier
- 4e Port-Saint-Père
- Rouans
- Sainte-Pazanne
- La Garnache
- Bouin
- Bois-de-Céné
- 2e Legé
- 1re Quatre Chemins de l'Oie
- 4e Machecoul
- 5e Machecoul
- 3e Noirmoutier
- 2e Saint-Fulgent
- Grasla
- Princé

- Noyades de Nantes
- Fusillades de Nantes
- Fusillades du Marillais
- Fusillades d'Avrillé
- Legé
- Château d'Aux

- Aizenay
- Gesté
- Chauché
- 3e Legé
- 3e Cholet
- 2e Saint-Colombin
- 2e Beaupréau
- 2e Bressuire
- Argenton-Château
- La Gaubretière
- La Vivantière
- Lucs-sur-Boulogne
- 2e La Roche-sur-Yon
- Les Clouzeaux
- 1re Mortagne
- Les Ouleries
- 2e Challans
- 1re Moutiers-les-Mauxfaits
- Chaudron-en-Mauges
- Mormaison
- 3e Challans
- Les Rouchères
- Chanteloup
- 2e La Châtaigneraie
- La Chambaudière
- Les Bauches
- La Roullière
- Fréligné
- 2e Moutiers-les-Mauxfaits
- La Grève
- Chalonnes
- 2e Saint-Florent-le-Vieil

- Les Essarts
- 2e Beaulieu-sous-la-Roche
- Belleville
- Saint-Jean-de-Monts
- Île d'Yeu
- Saint-Cyr-en-Talmondais
- 2e Mortagne
- Mouilleron-le-Captif
- Les Landes-Genusson
- Saint-Denis-la-Chevasse
- Landes de Béjarry
- 2e Quatre Chemins de l'Oie
- Le bois du Détroit
- Montorgueil
- La Bruffière
- La Créancière
- 3e Chemillé
- La Bégaudière
- Froidfond
- La Chabotterie

- Montaigu
- Les Aubiers
- La Flocellière
- Chambretaud

- Les Échaubrognes
- L'Aiguillon
- Aizenay
- Saint-Gilles-sur-Vie
- Les Mathes
- Rocheservière
- Thouars

- Maisdon
- Le Chêne
- La Penissière
- Saint-Aubin-des-Ormeaux

La virée de Galerne est une campagne militaire de la guerre de Vendée pendant la Révolution française qui s'est déroulée dans le Maine, en Bretagne, en Normandie et en Anjou.
L'expédition est lancée par l'Armée catholique et royale après sa défaite à la bataille de Cholet le 17 octobre 1793. Acculés sur les bords de la Loire par les forces républicaines, les Vendéens franchissent le fleuve avec des milliers de blessés, de femmes et d'enfants. Ne rencontrant que de faibles résistances, ils s'emparent de Laval le 22 octobre. Après plusieurs victoires, les Vendéens se rendent à Granville, sur les côtes de la Normandie, dans l'espoir de voir débarquer des renforts de la part des Britanniques et des émigrés. Mais le siège est un échec et l'armée vendéenne subit une lourde défaite au Mans le 13 décembre, avant d'être anéantie à Savenay le 23 décembre 1793. Les combats, les maladies et les massacres causent la mort de dizaines de milliers de Vendéens, hommes, femmes et enfants.
La Virée de Galerne est également à l'origine de la Chouannerie. Plusieurs insurgés locaux ayant rallié les Vendéens pendant l'expédition poursuivent ensuite la guérilla au nord de la Loire.

## La déroute des Vendéens à Cholet

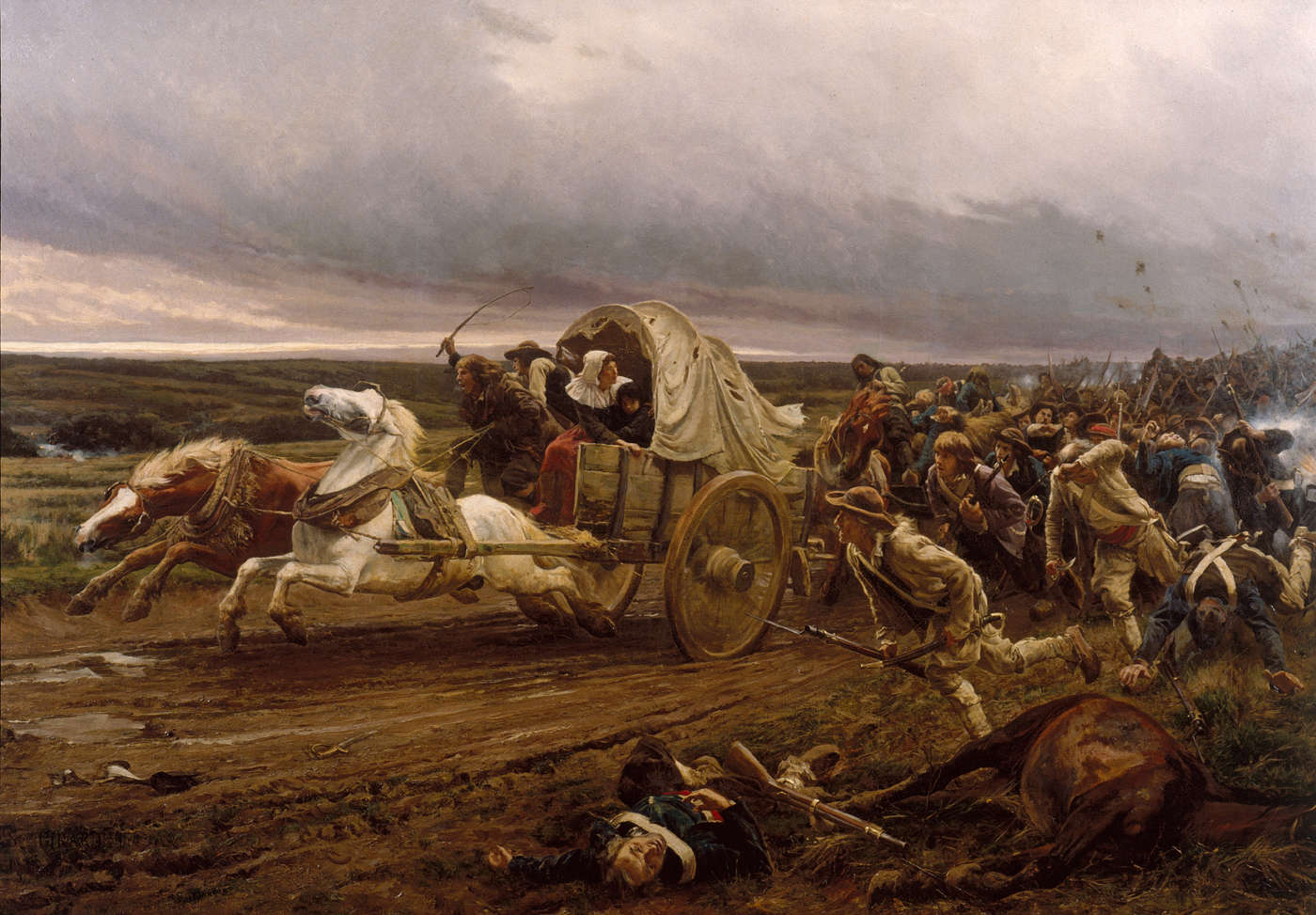
La Déroute de Cholet par Jules Girardet, 1883, Musée d'art et d'histoire, Cholet.

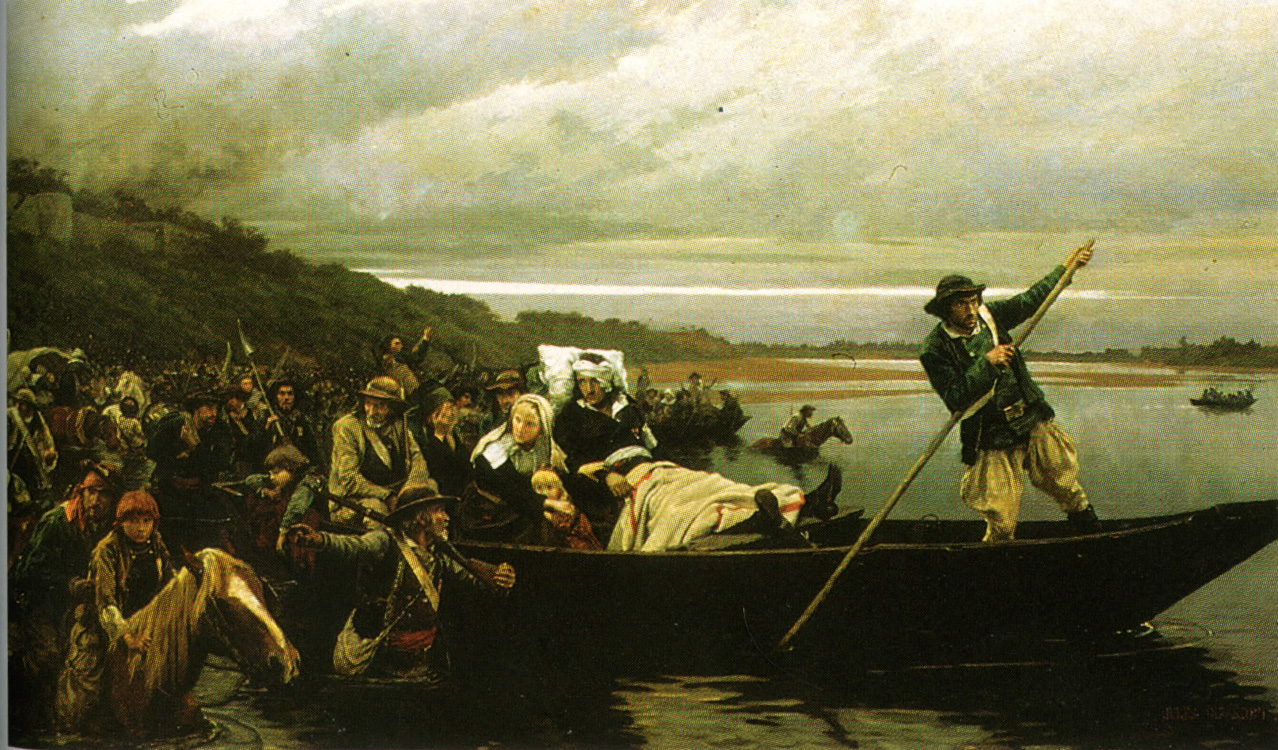
Le Général Lescure blessé passe la Loire à Saint-Florent
Jules Girardet, 1882, musée de Birkenhead (Royaume-Uni).

À la fin du mois d'octobre 1793, après une campagne planifiée par le général Kléber, les forces républicaines de l'armée de l'Ouest et de l'armée de Mayence sont parvenues à coordonner correctement leurs attaques et à prendre les forces vendéennes en étau. Encerclée, l'armée catholique et royale d'Anjou et du Haut-Poitou tente une résistance presque désespérée et livre une bataille décisive à Cholet le 17 octobre 1793. Mais, battue à la fin de la journée, elle n'a d'autre choix que de se replier sur Beaupréau au nord, seule route encore libre, puis Saint-Florent-le-Vieil où elle se trouve acculée sur les bords de la Loire.
La traversée du fleuve est cependant possible. En effet, pendant la bataille, le général vendéen Antoine-Philippe de La Trémoïlle, prince de Talmont, traverse la Loire avec 4 000 hommes et occupe Varades pour garder l'accès à la Bretagne et au Maine en cas de défaite. Sans en recevoir l'ordre, guidés uniquement par la panique, les Vendéens s'emparent de toutes les barques disponibles. Pendant les journées du 17 et du 18 octobre, l'armée tout entière traverse le fleuve ; seule une femme se noie. Lorsque, pendant la nuit du 19 octobre, l'avant-garde républicaine entre dans Saint-Florent, tous les Vendéens ont disparu.
Cependant, ces derniers ont perdu plusieurs de leurs meilleurs généraux pendant les affrontements à Cholet. Ainsi, le général Louis de Salgues de Lescure est grièvement blessé par une balle reçue à la tête lors de la bataille de La Tremblaye le 15 octobre. Charles Artus de Bonchamps meurt des suites de ses blessures le soir du 18 octobre après avoir empêché le massacre de 4 000 à 5 000 prisonniers républicains à Saint-Florent-le-Vieil, prisonniers qui ont ensuite été relâchés. Quant au général en chef Maurice Gigost d'Elbée, il est lui aussi grièvement blessé à Cholet, presque au même moment et au même endroit que Bonchamps. N'étant plus en mesure d'exercer son commandement et désapprouvant la marche au nord de la Loire, il ne suit pas l'armée. Il est conduit par quelques fidèles dans l'armée du Marais, commandée par Charette, et trouve finalement refuge sur l'Île de Noirmoutier le 3 novembre.
Dès lors, à Varades, l'armée catholique et royale se retrouve sans chef et doit donc élire un nouveau généralissime. Unanimement, les officiers vendéens choisissent Lescure pour les commander. Mais ce dernier doit décliner l'offre à cause de sa blessure. À la place, il propose aux officiers de choisir Henri de La Rochejacquelein. Celui-ci hésite d'abord, puis finit par accepter ; il est élu général en chef à l'âge de seulement 21 ans.
Pendant la traversée, un messager venu de Jersey se présente aux Vendéens. Louis de La Haye-Saint-Hilaire, ancien conjuré de l'Association bretonne apporte un message des princes émigrés en Angleterre. Les Anglais promettent de débarquer des troupes de l'armée des émigrés, mais, pour cela, il faut que les Vendéens s'emparent d'un port. Les généraux répondent favorablement à cette proposition. Un autre message, écrit par le pape Pie VI, est une réponse à un courrier envoyé par l'abbé Bernier ; il annonce que Gabriel Guyot de Folleville, membre du Conseil vendéen, qui se dit évêque d'Agra, est en réalité un imposteur. Embarrassés, les généraux décident finalement de l'écarter discrètement afin de ne pas démoraliser l'armée.
Le 20 octobre, l'armée quitte Varades et prend la direction de Laval. La troupe est forte d'environ 30 000 soldats dont 1 200 à 2 000 cavaliers, sans compter les renforts futurs, accompagnée de 15 000 à 60 000 non-combattants, blessés, vieillards, femmes et enfants. Il est généralement estimé que 60 000 à 100 000 personnes au total, vendéens et chouans, ont pris part à la virée, le nombre de 80 000 personnes étant le plus souvent cité. Toute cette troupe forme une colonne longue de 18 kilomètres. Les principaux officiers vendéens sont alors de La Rochejacquelein, général en chef, Jean-Nicolas Stofflet, commandant en second, Antoine-Philippe de La Trémoïlle, prince de Talmont, commandant de la cavalerie, secondé par Henri Forestier, Gaspard de Bernard de Marigny, commandant de l'artillerie ; Guy Joseph de Donnissan, président du conseil vendéen ; les autres chefs sont Charles de Royrand, François de Lyrot de La Patouillère, Jacques Nicolas Fleuriot de La Fleuriais, Charles de Beaumont d'Autichamp, Piron de La Varenne, Louis-Marie de La Roche Saint-André, des Essarts, Charles Sapinaud de La Rairie et Rostaing. L'armée est toujours accompagnée du général Lescure, qui ne pouvant plus prendre part aux combats, continue néanmoins d'offrir ses conseils à l'état-major.

## Situation des Républicains

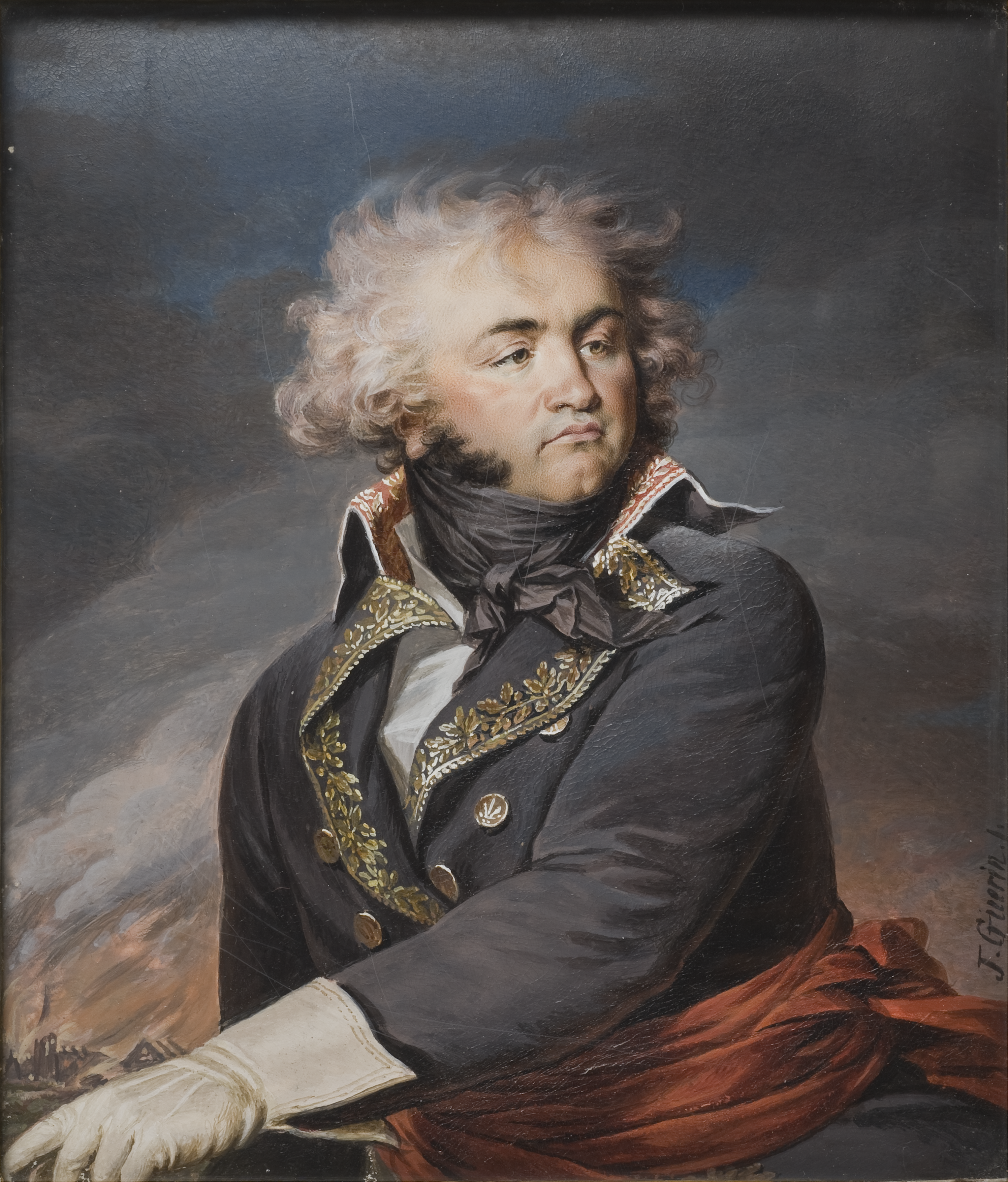
Jean-Baptiste Kléber
Jean-Urbain Guérin, 1798, Nationalmuseum, Stockholm.

Les forces républicaines de l'armée de l'Ouest sont enfin parvenues à coordonner correctement leurs attaques et à vaincre les forces vendéennes. Après la bataille de Cholet, cependant, ils font l'erreur de croire la guerre définitivement gagnée et tardent à attaquer Saint-Florent-le-Vieil. Lorsqu'enfin ils pénètrent dans le bourg, celui-ci est désert. Jusqu'au mois d'octobre, la principale faiblesse des troupes républicaines était son manque de coordination, due à sa division en plusieurs armées, et à la rivalité de ses chefs. Le Comité de salut public met fin à cette division lorsque, le 1er octobre, il ordonne la mise une place d'une seule armée sous un commandement unique : l'armée de l'Ouest. Cette armée, créée par la fusion de l'armée des côtes de La Rochelle, l'armée de Mayence et de l'état-major de Nantes, jusque-là sous la direction de l'armée des côtes de Brest, est placée sous le commandement du général sans-culotte Jean Léchelle. Cependant, l'incompétence de ce général ne tarde pas à devenir notoire. Aussi plusieurs représentants en mission accordent-ils officieusement le commandement à Jean-Baptiste Kléber. Les principaux officiers de cette armée sont Michel Armand de Bacharetie de Beaupuy, Nicolas Haxo, François-Séverin Marceau-Desgraviers, François-Joseph Westermann, Alexis Chalbos, Vimeux, Scherb, Bard et Muller. Ces généraux sont accompagnés et surveillés par plusieurs représentants en mission, parmi lesquels : Antoine Merlin de Thionville, Louis Turreau, Pierre Bourbotte, René-Pierre Choudieu, Prieur de la Marne et Jean-Baptiste Carrier. Cette armée, lorsqu'elle se lance à la poursuite des Vendéens, est alors forte de 30 000 hommes.
Au nord de la Loire, les forces républicaines de l'armée des côtes de Brest, commandées par le général Jean Antoine Rossignol, sont dispersées. Cette armée, chargée de protéger les côtes contre une attaque ou un débarquement des Anglais, contrôle la Bretagne et le Maine, mais ses effectifs sont surtout concentrés sur les villes maritimes. Aussi, dans les terres, les troupes républicaines, prises par surprise et sous-estimant les Vendéens, sont systématiquement balayées. Bientôt, elles doivent demander des renforts à l'armée des côtes de Cherbourg, basée en Normandie. C'est ainsi que les Vendéens parviennent à atteindre Laval sans rencontrer de résistance sérieuse, ces quelques victoires faciles ayant même l'avantage de remonter leur moral. Les patriotes réagissent : 1 500 gardes nationaux du département de la Manche sont mobilisés et 3 000 volontaires bretons, venus essentiellement du Trégor et de la Basse-Cornouaille, rejoignent l'armée républicaine avec enthousiasme.

## Les victoires vendéennes

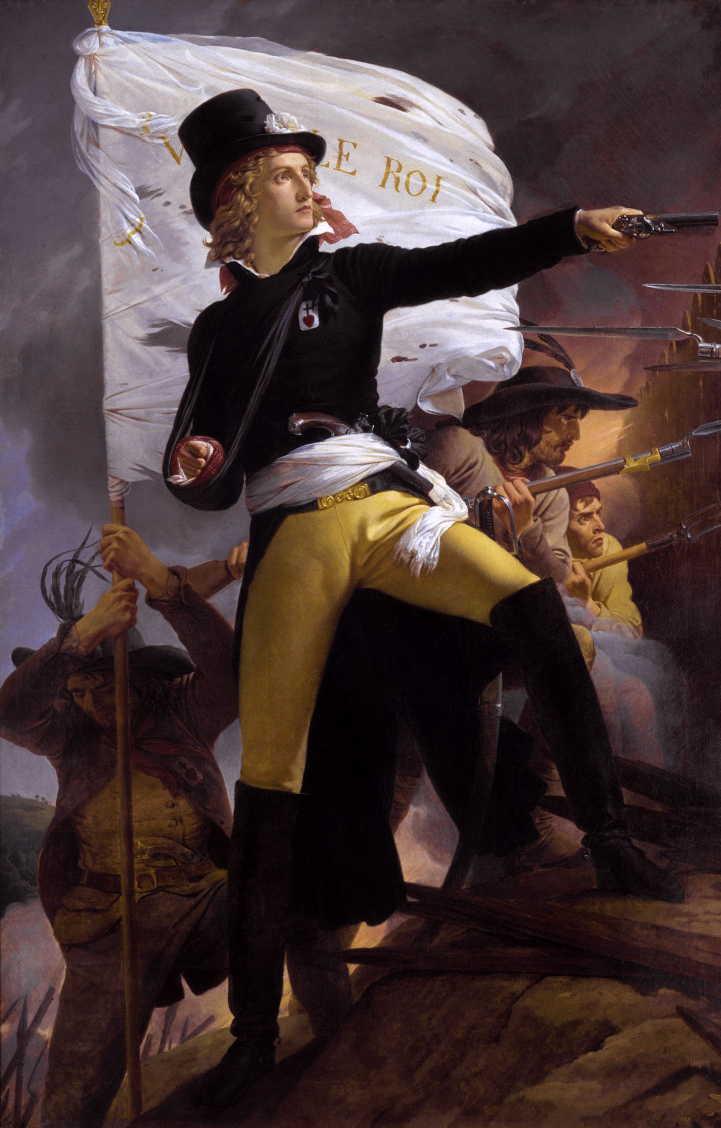
Henri de La Rochejaquelein,
Pierre-Narcisse Guérin, 1817, musée d'art et d'histoire, Cholet.

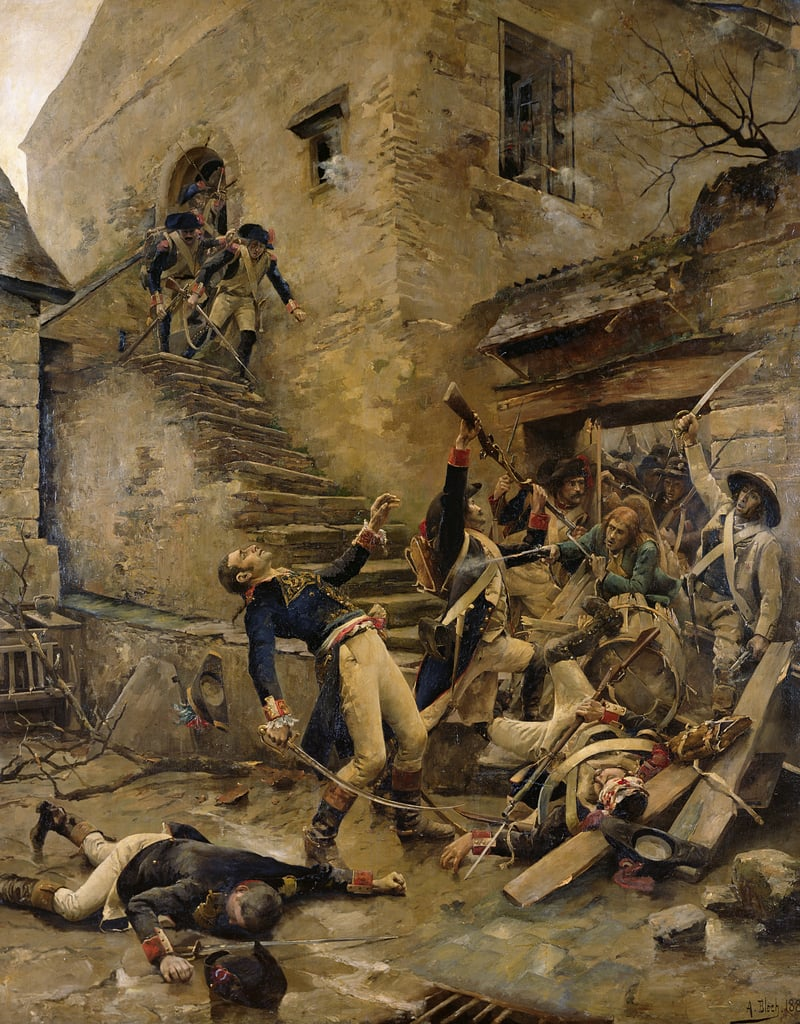
La Bataille d'Entrammes, Mort du général Beaupuy,
Alexandre Bloch, 1888, musée des beaux-arts de Rennes.

Après avoir occupé Varades, l'état-major vendéen a décidé de marcher sur Laval, dans les anciennes terres du prince de Talmont. Ce dernier est persuadé que son influence provoquera l'insurrection du pays. Le 20 octobre les Vendéens atteignent Candé, puis Château-Gontier le 21, ne rencontrant que peu de résistance. Le 22 octobre, ils s'emparent de Laval au terme d'un court combat. Les généraux décident alors de donner quelques jours de repos à leurs hommes. Cependant, la même journée, les forces républicaines de l'armée de l'Ouest traversent la Loire à Angers et Nantes, bien décidées à se lancer à la poursuite des « Brigands ». Seul Nicolas Haxo reste en Vendée avec sa division, afin de combattre les troupes de Charette. Le 25 octobre, l'avant-garde républicaine, forte de 4 000 hommes commandés par Westermann et Beaupuy, entre dans Château-Gontier. Les républicains sont exténués, mais Westermann refuse d'attendre le gros de l'armée et, dès le lendemain, il se lance à l'attaque de Laval. C'est une déroute pour les forces républicaines qui perdent 1 600 hommes à Croix-Bataille.
Le lendemain, Westermann est rejoint à Villiers-Charlemagne par le reste de l'armée, commandée par Jean Léchelle. Celui-ci décide aussitôt de lancer une nouvelle attaque. Malgré l'opposition de Kléber, qui veut faire reposer la troupe, les républicains attaquent de nouveau Laval le 26 octobre. La stupidité du plan de Léchelle provoque une nouvelle déroute dans les environs d'Entrammes, et les républicains doivent fuir jusqu'au Lion-d'Angers. Dans la poursuite, les Vendéens reprennent même Château-Gontier où le général Beaupuy est grièvement blessé. Les Républicains comptent 4 000 tués et blessés sur 20 000 hommes ; les Vendéens n'ont que 400 morts et 1 200 blessés sur 25 000 hommes.
Quelques jours plus tard, Léchelle est mis aux arrêts sur ordre de Merlin de Thionville et envoyé à Nantes, où il se suicide le 11 novembre. Le lendemain de la bataille, alors que les Vendéens retournent à Laval, Kléber décide de regagner Angers avec l'armée afin de réorganiser ses forces. Les représentants nomment Alexis Chalbos général en chef par intérim.

## Les Chouans

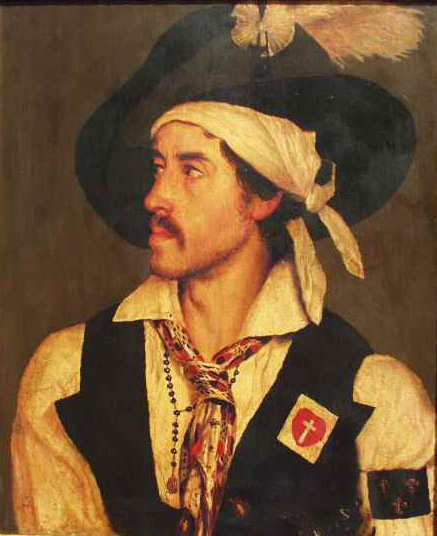
Jean Chouan
L. de Labarre, 1840, musée de la Chouannerie, Plouharnel.

En Bretagne et dans le Maine, l'armée catholique et royale reçoit assez rapidement des renforts venus de Laval, Fougères et des pays environnants. Au commencement de la virée de Galerne, Georges Cadoudal, qui combat depuis plusieurs mois avec les Vendéens, part recruter des troupes dans son Morbihan natal. Au début du mois de novembre, il rejoint les Vendéens à Fougères avec 150 hommes. Les populations du nord de la Loire sont majoritairement royalistes et l'arrivée des Vendéens provoque de nombreux troubles dans ces pays.
De même, une minorité de girondins peu hostiles, voire favorables à la monarchie, compromis par les insurrections fédéralistes et poursuivis par les montagnards, choisissent de rejoindre les royalistes. Le 22 octobre, jour de la prise de Laval, le général girondin Joseph de Puisaye, vaincu à la bataille de Brécourt lors des insurrections fédéralistes, adresse une lettre à l'armée catholique et royale, signée du nom du « Comte Joseph » dans laquelle il annonce qu'il dispose d'une armée de 50 000 hommes prête à marcher à leur signal. En réalité, Puisaye n'avait qu'une poignée de fidèles qui se cachaient avec lui dans la forêt du Pertre. De toute façon, sa lettre n'est pas prise au sérieux. Lescure lui répond juste, s'il dispose de forces si importantes, qu'il n'attende pas pour se soulever, l'armée vendéenne étant prête à le seconder. Mais les Vendéens ne devaient plus recevoir aucune nouvelle du « Comte Joseph », qui devait toutefois devenir un an plus tard le général en chef de l'armée catholique et royale de Bretagne.

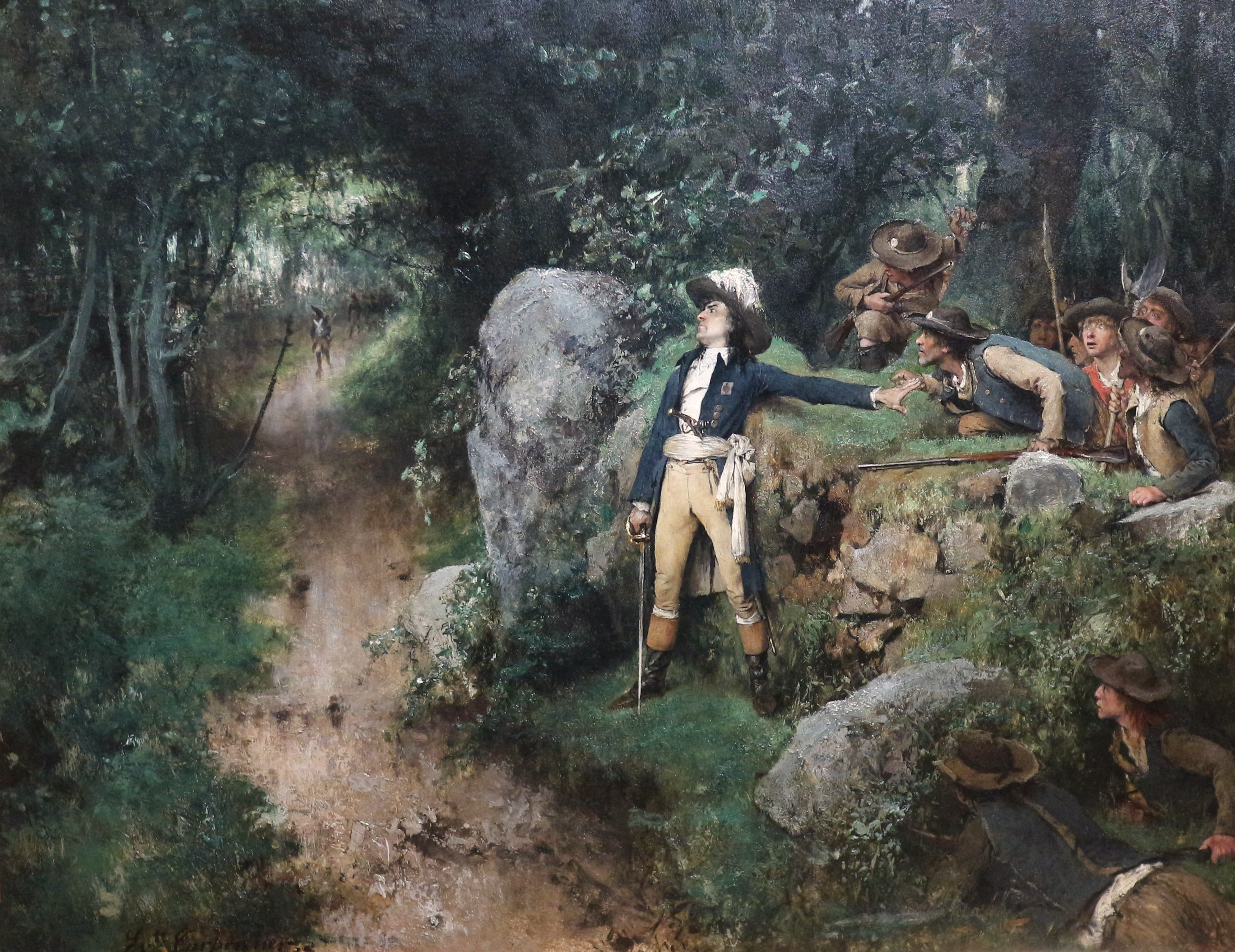
Chouans en embuscade
Évariste Carpentier, XIXe siècle, musée d'art et d'histoire, Cholet.

En revanche, le 24 octobre, 800 Bretons et Mainiots des environs de Fougères, Vitré et Laval, commandés par Jean Cottereau, dit « Jean Chouan » et Aimé Picquet du Boisguy, capturent par surprise 1 200 soldats républicains sous les ordres du général Lespinasse au bourg de La Gravelle, entre Vitré et Laval. Les insurgés ne pouvant garder leurs prisonniers, ils les relâchent, en échange de la promesse de ne plus combattre les royalistes. Cottereau et Boisguy rejoignent ensuite les Vendéens à Laval et se distinguent avec leurs hommes, aux affrontements de Croix-Bataille et d'Entrammes. D'autres insurgés rejoignent les Vendéens, parmi lesquels Jean-Louis Treton, dit « Jambe d'Argent ».
Ces renforts reçoivent le nom de « Petite Vendée » ; mais, progressivement, ils finissent par se donner eux-mêmes le nom de « Chouans », en référence au surnom de Jean Cottereau. Ce mot est mentionné pour la première fois dans les rapports républicains, pour désigner les insurgés, le 27 octobre 1793, dans le registre de délibération du pays de Fougères.
Au total, 6 000 à 12 000 « Chouans » rallient l'armée catholique et royale, principalement à Laval et Fougères. Les effectifs sont cependant inférieurs à l'espérance des généraux vendéens. Les insurgés viennent pour la plupart des pays directement traversés par l'armée vendéenne, et l'insurrection ne s'étend pas. Cependant, les Chouans se distinguent au combat à de nombreuses reprises et ayant un moral plus élevé que les Vendéens se retrouvent souvent à la pointe des attaques lors des batailles.

## La marche sur Granville

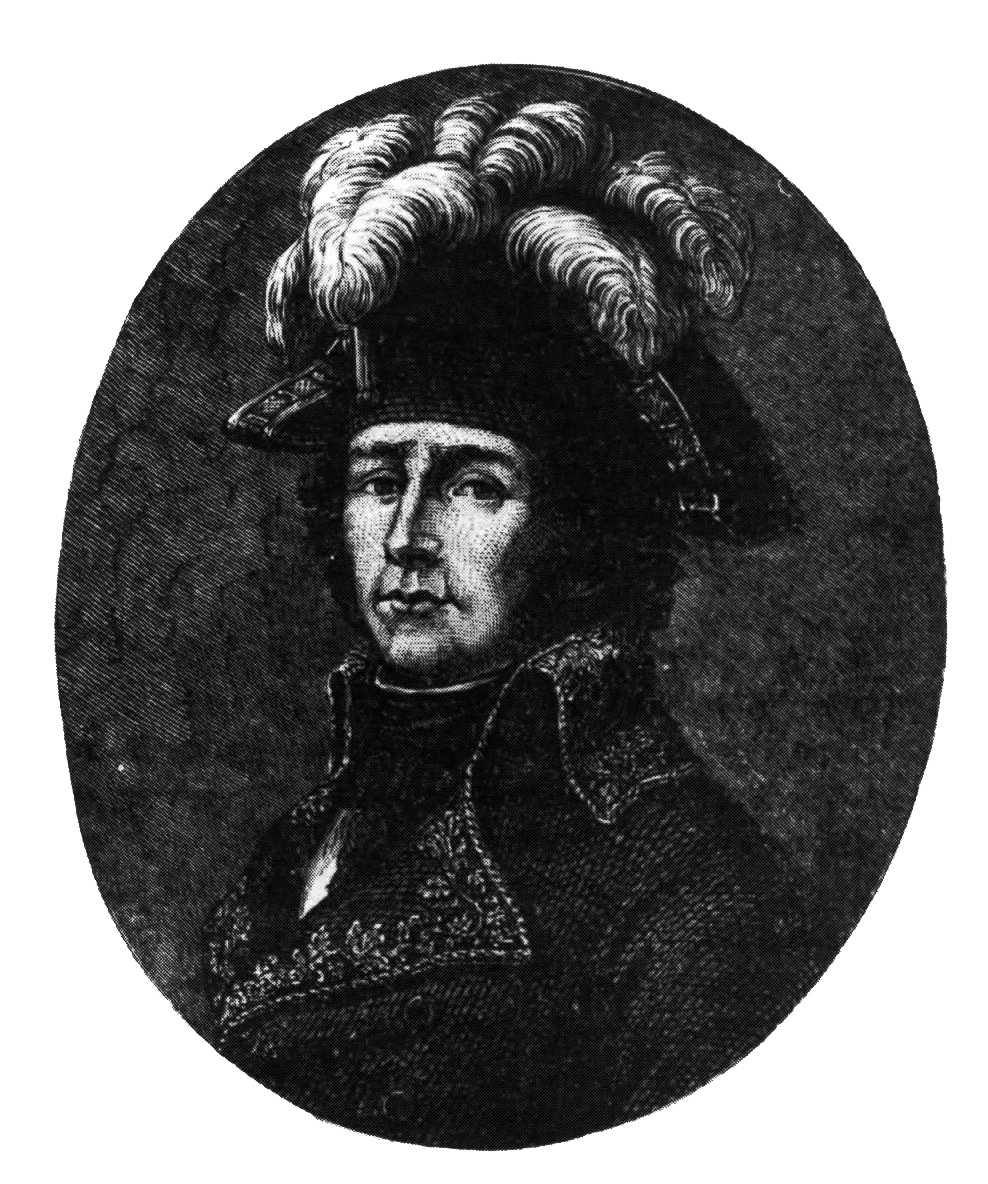
Jean Rossignol.

Le 28 octobre, La Rochejaquelein réunit son état-major. Grâce aux renforts des Chouans, son armée compte désormais 30 000 à 40 000 hommes. Le général en chef veut profiter de la déroute de l'armée de l'Ouest pour regagner la Vendée, mais les officiers sont divisés. Certains chefs veulent marcher sur Rennes et soulever la Bretagne, d'autres, menés par Talmont et Stofflet, veulent suivre avant tout le plan anglais et prendre un port afin de pouvoir accueillir les troupes britanniques. C'est ce dernier plan qui est finalement retenu par le conseil qui décide de marcher sur Saint-Malo. Le 2 novembre, les Vendéens entrent sans combattre dans Mayenne, mais déjà les épidémies font leur apparition, la dysenterie et autres maladies se déclarent dans les rangs vendéens qui comptent de nombreux blessés, vieillards, femmes et enfants et éprouvent des difficultés à se ravitailler.
Le 2 novembre au soir, les Vendéens écrasent 3 000 hommes d'un régiment d'infanterie légère à Ernée, 400 Républicains sont tués. Le lendemain au soir, les Vendéens prennent d'assaut Fougères défendue par 3 500 hommes commandés par l'adjudant général Brière. Les Républicains se replient sur Rennes, Vitré ou Avranches laissant 200 morts et 800 prisonniers. Ces derniers sont relâchés au bout de quelques jours après avoir prêté le serment de ne plus combattre dans l'Ouest. Le lendemain, le général Louis de Lescure, resté à l'arrière, meurt des suites de ses blessures dans sa voiture près de La Pèlerine. Son corps est embaumé à Fougères, et sa veuve Victoire de Donnissan de Lescure le fait enterrer dans une cachette dans les environs d'Avranches par crainte que les républicains ne l'exhument. Le corps de Lescure n'a jamais été retrouvé.

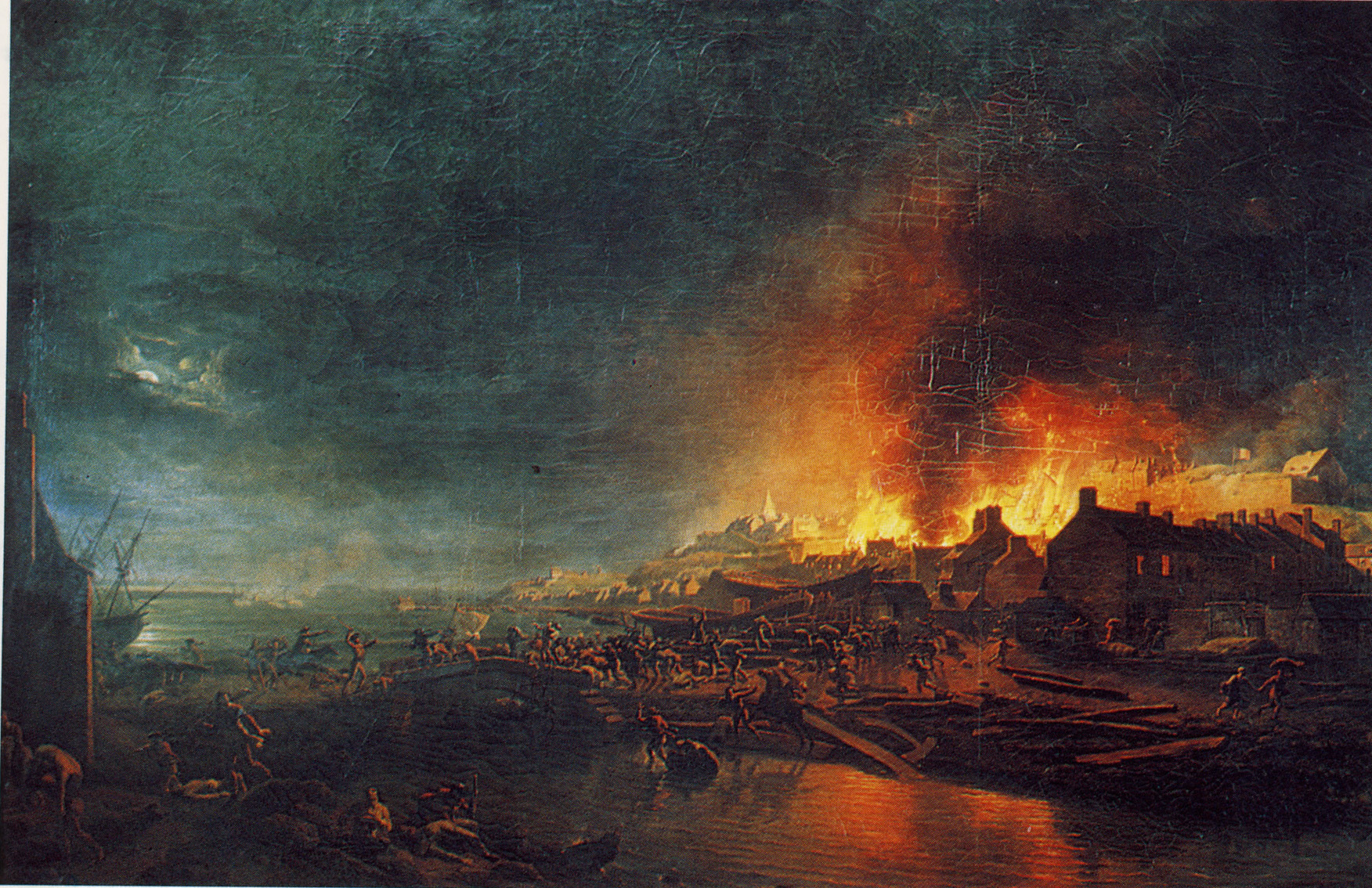
Le siège de Granville, L'incendie de Granville par les Vendéens, Jean-François Hue, 1800, musée de La Roche-sur-Yon.

Les Vendéens prennent quelques jours de repos à Fougères et recrutent de nouvelles troupes commandées par le médecin Putod, lorsque le capitaine Alexandre-Magnus d'Obenheim, officier transfuge de l'armée républicaine, persuade le Conseil vendéen de marcher sur Granville plutôt que sur Saint-Malo. Il affirme connaître la place, étant officier du génie ayant participé à l'édification de ses fortifications. Son plan est adopté, malgré l'opposition du girondin Bougon, qui préconisait d'attaquer Cherbourg, dont les fortifications n'étaient pas adaptées à une attaque venue des terres.
Le 8 novembre, les Vendéens quittent Fougères, laissant derrière eux plusieurs centaines de blessés dans les hôpitaux de la ville. Après être passés par Dol le 9 novembre, les Vendéens atteignent Pontorson le 11 et y laissent une arrière-garde commandée par Lyrot car, derrière eux, les forces républicaines de l'armée de l'Ouest et de l'armée des côtes de Brest convergent sur Rennes. Le 13 novembre, ils laissent également leurs femmes et leurs enfants à Avranches, sous la garde des soldats de Royrand et Fleuriot. En chemin, un escadron de cavaliers vendéens commandé par Forestier réussit un raid sur le mont Saint-Michel où 300 prêtres réfractaires sont délivrés, néanmoins, par peur des représailles la plupart des prêtres refusent de s'évader, une soixantaine seulement acceptent de suivre les Vendéens. Le 14 novembre, 25 000 Vendéens menés par La Rochejaquelein lancent l'attaque sur Granville défendue par 5 000 hommes. Mais les soldats et les habitants commandés par le général Peyre et le conventionnel Le Carpentier se défendent vigoureusement. Les Vendéens tentent deux assauts qui sont brisés, par manque de matériel de siège. La flotte anglaise tant espérée n'apparaît pas. Une flotte britannique se tient bien à Jersey, prête à intervenir, mais son commandant, Francis Rawdon-Hastings, lord Moira, mal renseigné, ignore tout de l'attaque sur Granville. Le 15 novembre, les Vendéens renoncent et regagnent Avranches. Ils ont perdu 2 000 hommes, tandis que les Républicains comptent environ 340 tués. La Rochejaquelein n'abandonne pas et projette de marcher sur Cherbourg. Voulant entraîner ses hommes démoralisés, il s'empare de Villedieu-les-Poêles avec une avant-garde de 1 000 hommes. Mais le gros de l'armée refuse de le suivre, les soldats vendéens veulent rentrer chez eux en Vendée ; beaucoup y ont laissé leurs familles à la merci des « Bleus ». Le 16 novembre, ils font demi-tour et repartent vers le sud, La Rochejaquelein est forcé de suivre. Les Vendéens quittent la Normandie laissant encore derrière eux 800 blessés et traînards dans les environs d'Avranches qui sont capturés par les Républicains et fusillés sur ordre du représentant Jacques Léonard Laplanche lors du massacre d'Avranches.

## La bataille de Dol

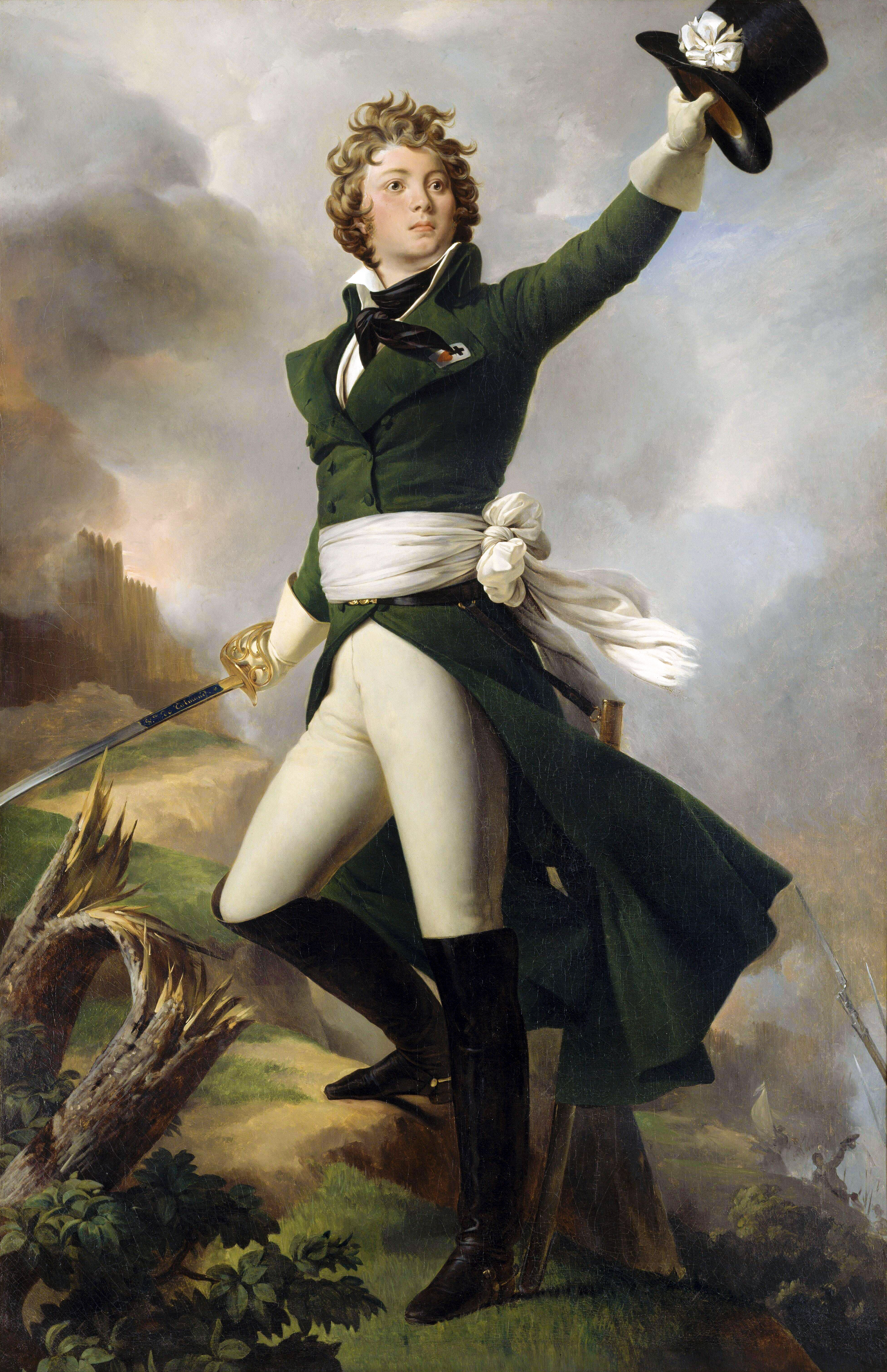
Antoine-Philippe de La Trémoïlle, prince de Talmont
Léon Cogniet, début XIXe siècle, musée d'art et d'histoire, Cholet.

Pendant ce temps, les républicains réorganisent leurs forces à Rennes où se sont réunis, du 12 au 17 novembre, 16 000 hommes de l'armée de l'Ouest commandés par Chalbos, secondé par Kléber, et 4 000 hommes de l'armée des côtes de Brest sous les ordres de Rossignol
. De plus, des renforts convergent vers l'Ouest ; 6 000 soldats de l'armée des côtes de Cherbourg dirigés par Sepher doivent arriver de Normandie et, le 12 novembre, sur ordre du Comité de salut public, 10 000 soldats ont été détachés de l'armée du Nord pour être envoyés dans l'Ouest. Cependant, toujours sur ordre du Comité de salut public, les régiments mayençais sont dissous et leurs effectifs amalgamés dans différents corps. Ce fut une perte car ces soldats professionnels constituaient les meilleures troupes républicaines. Pour finir, le Comité choisit de nommer le général Rossignol, un sans-culotte comme Léchelle, à la tête des deux armées républicaines, un choix qui ne fit pas l'unanimité.
Le 18 novembre, alors que les républicains sont toujours à Rennes, les Vendéens écrasent les 4 000 hommes du général Tribout à Pontorson, puis occupent Dol-de-Bretagne. Le même jour, les troupes du général Canuel réoccupent Fougères. Les 200 blessés vendéens restés dans les hôpitaux de la ville sont torturés et massacrés, parmi lesquels un grand nombre de femmes.
Dès lors les républicains lancent la contre-attaque, cherchant à acculer les Vendéens contre la mer. Le 20 novembre, l'avant-garde commandée par Westermann tente une attaque qui est repoussée, elle contourne alors l'armée vendéenne et occupe Pontorson. De son côté le général Marceau prend position à Antrain. Le 21 novembre, pendant la nuit, les deux généraux passent à l'attaque. Alerté, Henri de La Rochejaquelein se porte à la rencontre de Westermann, tandis que Stofflet attaque Marceau. La bataille s'engage sur deux fronts, mais, à 7 heures, les troupes de Stofflet sont enfoncées et doivent se replier à Dol. Malgré un grand mouvement de panique, les Vendéens parviennent à se rallier et retournent à l'assaut. Marceau, débordé, doit faire appel à Rossignol, mais celui-ci n'envoie ses renforts qu'au compte-goutte. La Rochejaquelein, qui s'est défait de Westermann, arrive à son tour et prend les républicains de flanc ; ceux-ci sont mis en fuite et se replient sur Antrain. Épuisés, les soldats vendéens s'endorment sur le champ de bataille, ils sont réveillés dans la soirée par Stofflet, qui achève la déroute de l'armée républicaine à Antrain le 22, et la force à regagner Rennes. À Antrain, une partie, peut-être quelques centaines, des prisonniers républicains sont fusillés sommairement en représailles du massacre de Fougères, 150 autres sont libérés sur ordre de La Rochejaquelein. La bataille de Dol a duré trois jours et aurait coûté la vie à 10 000 hommes, dont les deux tiers sont des républicains. C'est l'une des plus lourdes défaites républicaines de la guerre de Vendée, mais c'est aussi la dernière victoire majeure des Vendéens.

## La retraite sur la Loire

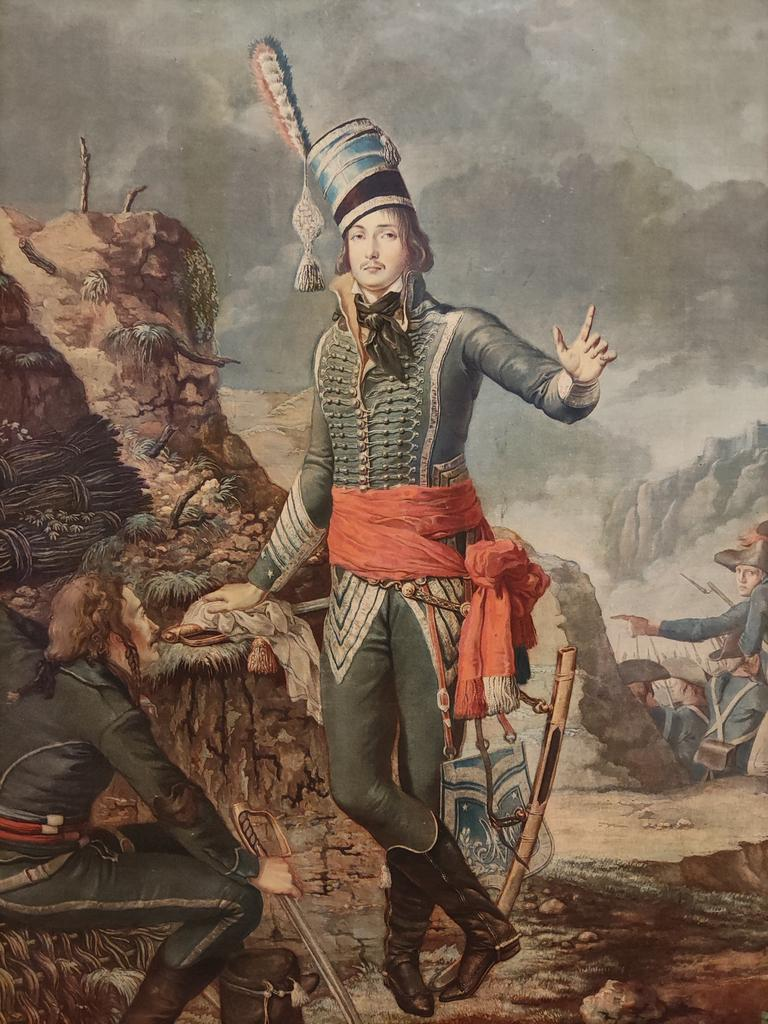
François-Séverin Marceau-Desgraviers,
eau-forte en couleur, Antoine Sergent, 1798 (musée de la Révolution française).

Les armées républicaines de l'Ouest et de Brest mises en déroute, la route vers le sud de la Loire est désormais libre pour les Vendéens. Le 23 novembre, à Antrain, peu après la bataille, La Rochejaquelein propose d'attaquer Rennes, afin d'achever la destruction de l'armée républicaine avant de repartir pour la Vendée en passant par Nantes. Mais Talmont veut réattaquer Granville, et son opinion l'emporte au conseil. Toutefois, ce plan est rejeté par les troupes qui refusent d'obéir aux ordres. Menés par Stofflet, les hommes décident de retourner en Vendée par le chemin le plus court, soit la route d'Angers. L'armée se remet en marche et, dans la nuit du 23 au 24, elle réoccupe Fougères, puis Laval le 25, les deux places ayant été évacuées respectivement par les généraux Canuel et Danican.
Mais le trajet de retour devient dramatique pour les Vendéens. Bien que les républicains ne soient plus en mesure d'empêcher leur progression, les Vendéens sont harcelés par le général Westermann et ses cavaliers du 14e régiment de chasseurs à cheval. L'hiver approche, les hommes commencent à mourir de faim et d'épuisement. Les maladies, en particulier le typhus, la dysenterie et le choléra, font des ravages. Les combattants sont affaiblis, presque tous sont atteints de la gale. Le général Royrand, blessé à la bataille de Dol, meurt d'épuisement au cours de la marche. Chaque bataille, même victorieuse, fait perdre des hommes aux Vendéens, qui ne peuvent renouveler leurs effectifs, contrairement aux républicains. Les insurgés qui font reddition ou sont capturés sont souvent massacrés sur place ou condamnés à mort et « exécutés sous les vingt-quatre heures », ainsi que le prévoit la loi du 19 mars 1793 à l'encontre des insurgés ou de tout individu « pris les armes à la main ou porteur d'une cocarde blanche ». Les survivants sont envoyés dans les prisons républicaines. Les armées sont obligées de piller pour survivre, et la population locale, bien que majoritairement favorable jusque-là aux royalistes, les rejette, exaspérée par les combats et les pillages et inquiète des risques d'épidémie ; plusieurs groupes de Vendéens sont désarmés, comme à Laval le 15 décembre, ou massacrés, comme le 18 décembre dans les alentours de Sablé-sur-Sarthe. De leur côté, les Chouans désapprouvent le retour en Vendée, leurs chefs exhortent les Vendéens à marcher sur Rennes, persuadés qu'ainsi toute la Bretagne se soulèverait, mais en vain. Ne voulant pas quitter leurs pays et constatant l'affaiblissement des Vendéens, ils abandonnent progressivement l'armée.

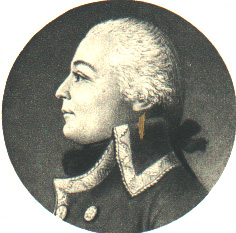
François-Joseph Westermann,
physionotrace, Gilles-Louis Chrétien.

Pendant ce temps, à Rennes, Kléber est à nouveau chargé de réorganiser les forces républicaines afin de reprendre l'offensive. L'armée est affaiblie par les désertions, mais elle reçoit en renfort 6 000 soldats de l'armée des côtes de Cherbourg commandés par le général Sépher. Ce dernier est cependant destitué par les représentants, qui lui reprochent son retard, et remplacé par son second, le général Jacques Delaistre de Tilly. Rossignol, conscient de son incompétence, démissionne. Mais Rossignol a la confiance du Comité de Salut Public du fait de sa position de sans-culotte, sa démission est refusée par les représentants. Rossignol conserve donc officiellement le commandement de l'armée par intérim. Cependant, bien des représentants sont conscients de son manque de capacité et décident de ne lui laisser qu'un commandement nominal. Le 27 novembre, à la suite de l'annonce de la défaite, le Comité de salut public nomme Louis Marie Turreau général en chef de l'armée de l'Ouest. Celui-ci, qui sert alors dans l'armée de la Moselle, n'apprécie pas cette nomination et tarde à rejoindre son poste. Les représentants décident donc de choisir officieusement un nouveau général en chef par intérim. Kléber, qui n'a pas la confiance du Comité de salut public, nécessaire pour assumer cette charge, propose alors de nommer François-Séverin Marceau-Desgraviers, son ami, en qui il a toute confiance, comme commandant de l'armée. Il propose également François-Joseph Westermann comme chef de la cavalerie et Jean Debilly comme chef de l'artillerie. Ces propositions sont acceptées par les représentants.
Le 3 décembre, les Vendéens parviennent à Angers. Ils ne sont plus que 40 000 à 50 000 combattants et civils. 4 000 soldats défendent la place, commandés par les généraux Thévenet, dit Danican, et Boucret. Le général Beaupuy, bien que blessé, participe également au combat. L'attaque vendéenne n'est pas mieux planifiée qu'à Granville. Dépourvus d'armes de siège, les Vendéens ne peuvent utiliser que leur artillerie. Le 4 décembre, l'avant-garde de l'armée républicaine menée par Boüin de Marigny arrive sur le champ de bataille et provoque la panique des Vendéens qui laissent 800 morts et se replient sur La Flèche. Malgré sa victoire, le général Marigny est tué par un boulet de canon à la fin de la bataille. Sur ordre du représentant Esnue-Lavallée, les têtes des Vendéens et des Chouans tués au combat sont tranchées et exposées sur les remparts de la ville.

## La déroute du Mans
Les Vendéens sont en déroute, talonnés par les cavaliers de Westermann. Après être passés par Baugé le 5, ils atteignent La Flèche le 8 décembre. Mais à leur grand désespoir, ils constatent que la ville est défendue par 1 500 républicains commandés par le général Chabot. Laissant son arrière-garde commandée par Piron de La Varenne pour retenir Westermann, La Rochejaquelein contourne la ville et traverse le Loir à gué. Il prend à revers les troupes de Chabot et les met en fuite, puis il fait réparer le pont et porte secours à Piron, qui peut ainsi repousser Westermann. Cette victoire, remportée grâce au sang-froid de leur général en chef, procure un sursis aux Vendéens.

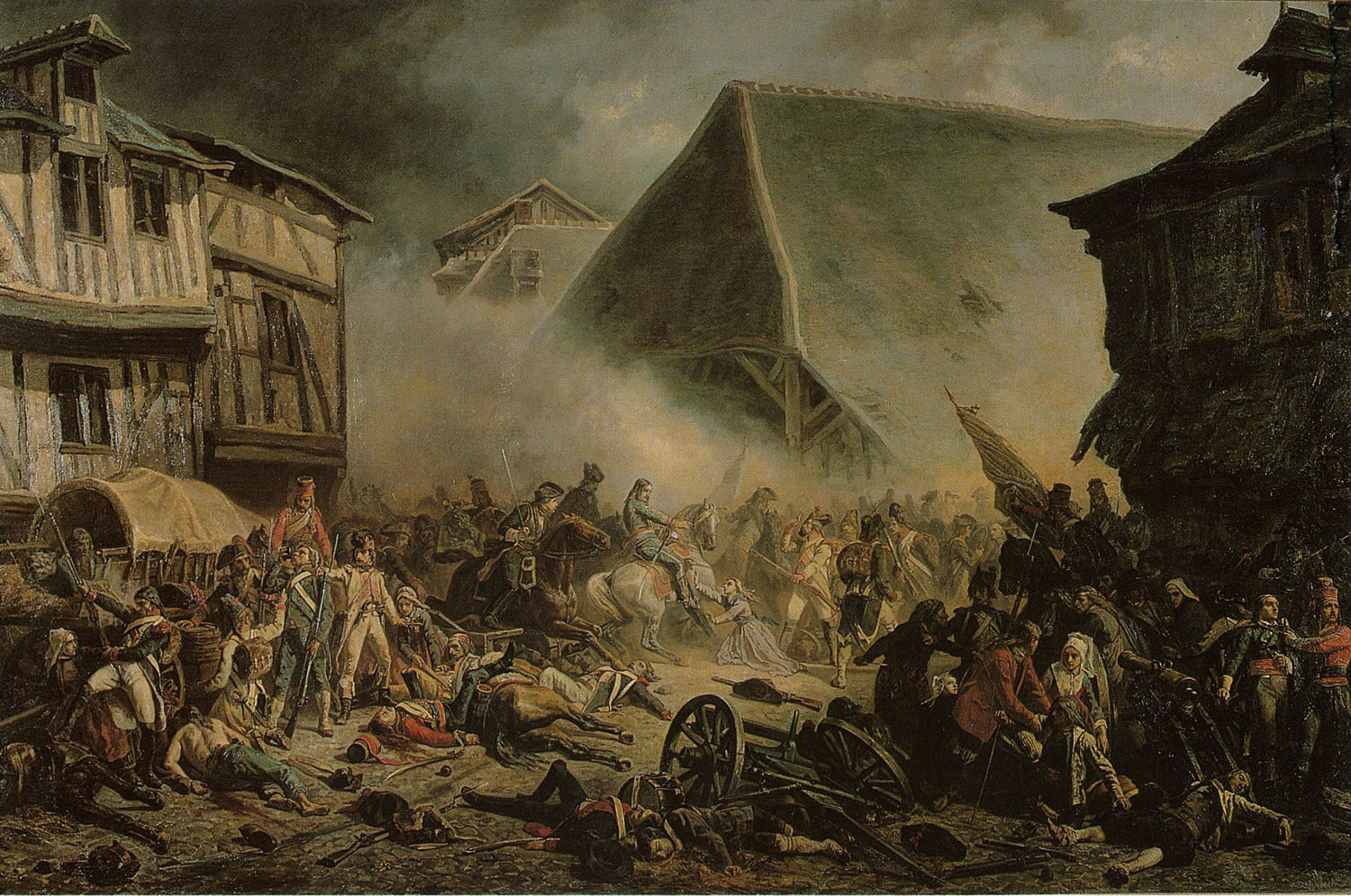
La bataille du Mans
Jean Sorieul, 1852, musée de la Reine Bérengère, Le Mans.

Après s'être reposée deux jours, l'armée vendéenne prend la direction du Mans. Cependant, les Vendéens ne bénéficient plus de l'aide de la population, les environs du Mans et de La Flèche étant des zones « frontières » partagées entre les territoires royalistes à l'ouest et patriotes à l'est.
Le 10 décembre, l'armée vendéenne est au Mans, qu'elle occupe après un court combat. Cependant, les hommes sont démoralisés, ils s'enivrent, se sentent en sûreté dans la place forte, refusent d'en sortir et n'obéissent plus à leurs chefs. Le 12 décembre, l'avant-garde républicaine, commandée par Westermann, arrive en vue du Mans. Le général républicain passe aussitôt à l'attaque mais est repoussé par La Rochejaquelein et 3 000 hommes, essentiellement des Chouans, à l'extérieur de la ville. Toutefois, les heures passant, Westermann finit par recevoir en renfort les troupes de Tilly, puis celles de Marceau et enfin celles de Kléber à la fin de la bataille. Les combats se portent alors à l'intérieur de la ville, mais les Vendéens n'opposent désormais plus aucune résistance organisée. Les affrontements se poursuivent toute la nuit dans un grand chaos au milieu des civils. La Rochejaquelein et le gros des troupes parviennent cependant à se replier sur Laval. D'autres petits groupes de combattants se retrouvent isolés. À l'intérieur de la ville, l'affrontement tourne au bain de sang, les soldats républicains pénètrent dans les maisons et y massacrent les femmes et les enfants vendéens qui s'y étaient réfugiés. Marceau et Kléber tentent en vain de s'opposer à ces atrocités. Westermann se lance à la poursuite des Vendéens et massacre des milliers de traînards entre Le Mans et Laval. 10 000 à 15 000 Vendéens sont tués au cours de cette bataille, beaucoup d'autres sont faits prisonniers ; les républicains en revanche n'ont que 30 morts et 100 blessés. La bataille du Mans constitue l'affrontement le plus meurtrier de la guerre de Vendée.

## Anéantissement de l'armée catholique et royale

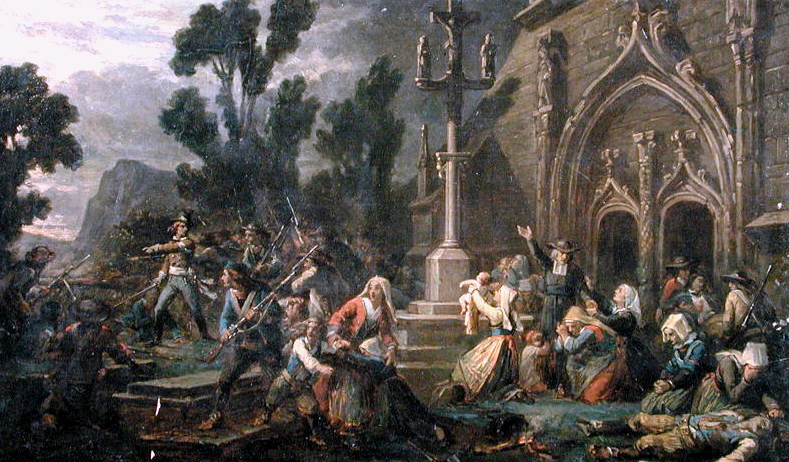
Chouans dans la Vendée
auteur inconnu, XIXe siècle, musée d'art et d'histoire, Cholet.

Après la bataille du Mans, presque tous les derniers Chouans, dont Boisguy et Jean Chouan, quittent l'armée et regagnent leurs pays. Le 14 décembre, les 20 000 rescapés vendéens occupent pour la troisième fois Laval. Les troupes républicaines étant concentrées à l'est, la route vers la Loire par le sud-est à nouveau libre. Malgré la fatigue, les Vendéens n'ont pas le temps de se reposer. Après être passés par Craon et Pouancé les 14 et 15, ils atteignent Ancenis au bord de la Loire le 16 décembre. Désormais proches de leur but, ils se saisissent des rares barques qu'ils parviennent à trouver et construisent des radeaux. La rive opposée est toujours sous le contrôle des républicains. Aussi, pendant toutes les journées du 16 et du 17 décembre, 1 200 soldats vendéens menés par La Rochejaquelein et Stofflet traversent le fleuve en vue de créer une tête de pont. Mais, le 17 décembre, deux chaloupes canonnières républicaines venues de Nantes font leur apparition, coupent le passage et coulent aisément les embarcations qu'ils rencontrent. 400 soldats vendéens périssent noyés. Pendant ce temps, le général Marceau prend position à Châteaubriant au nord, et d'autres troupes, menées par Westermann, arrivent en direction de l'est et accrochent les Vendéens à Ancenis. Ceux-ci sont réduits à fuir vers les zones où les troupes républicaines ne se trouvent pas et partent vers le nord-ouest par Nort-sur-Erdre, en contournant Nantes, trop bien défendue. Le 19 décembre, Westermann rattrape l'arrière-garde vendéenne à Nort-sur-Erdre et massacre 300 à 400 traînards. Le 20 décembre, ils sont à Blain. L'armée vendéenne n'est plus forte que de 6 000 à 7 000 soldats, mais ce qui reste du Conseil vendéen décide d'élire un nouveau général en chef. C'est finalement Fleuriot qui est choisi. Furieux, Talmont, qui estime que ce rôle devait lui revenir, se sépare de l'armée et repart pour le Maine, accompagné de seulement trois de ses compagnons, dont Bongon, bien décidé à recréer la « Petite Vendée » qui lui était fidèle.
Les troupes républicaines progressent. Kléber et Marceau contrôlent la forêt du Gâvre. Les Vendéens doivent se rabattre vers le sud-ouest et Savenay. Le matin du 22 décembre, après que les 150 hommes de la garnison eurent opposé un baroud d'honneur, les Vendéens pénètrent dans la ville que les républicains ont évacuée. À ce moment, les Vendéens ne comptent plus que 6 000 soldats et presque autant de blessés, de femmes et d'enfants.
Ils ne tardent pas à être rejoints dans la soirée par l'armée républicaine forte de 18 000 hommes qui prend position au nord de la ville. Au soir du 22 décembre, les Vendéens sont presque encerclés. Le lendemain à l'aube, l'infanterie républicaine, commandée par Marceau, Kléber, Tilly et Canuel, passe à l'offensive. En quelques heures, les forces vendéennes sont écrasées. Luttant avec l'énergie du désespoir, les femmes se joignent même aux combattants lors des affrontements au corps à corps. Fleuriot, avec 300 cavaliers commandés par Georges Cadoudal, parvient à effectuer une percée, mais il est ensuite repoussé et sa cavalerie dispersée par la contre-attaque républicaine. Les cavaliers réussissent néanmoins à s'échapper. Ce n'est pas le cas du gros des troupes vendéennes qui se replie vers l'ouest. Les soldats tentent alors une ultime résistance afin de couvrir la fuite des femmes et des enfants. Lyrot est tué lors de cet affrontement, ainsi que Louis-Marie de La Roche Saint-André. Bernard de Marigny, en revanche, parvient avec les deux canons qui lui restent, à tenir sa position pendant une heure puis à prendre la fuite dans les marais. La victoire républicaine est écrasante, les Bleus n'ont que 30 morts et 200 blessés. En face, 4 000 à 7 000 Vendéens périssent dans Savenay et ses environs, tués au combat ou exécutés sommairement. Des milliers d'autres sont capturés et enfermés dans l'église. Alors que le gros de l'armée, mené par Kléber, part défiler à Nantes, plusieurs détachements de cavalerie commandés par Marceau et Westermann, guidés par des meutes de chiens, se lancent à la poursuite des survivants. Ceux qu'ils rencontrent sont tués ou faits prisonniers. Westermann fait notamment fusiller par ses hussards 500 à 700 hommes, femmes et enfants vendéens à Prinquiau. Des milliers d'autres sont capturés et conduits à Savenay.
Les représentants en mission Prieur de la Marne, Turreau et Bourbotte font alors condamner à mort tous les soldats vendéens pris les armes à la main. Ceux-ci, au nombre de 2 000, sont fusillés pendant les huit jours qui suivent la bataille. Les femmes et les enfants, au nombre de 1 679 sont envoyés dans les prisons de Nantes. Peu sont ceux qui survivront, à cause du typhus, des fusillades et des noyades ordonnées par le représentant Carrier.
Avec l'aide de passeurs, environ 2 500 fugitifs, parmi lesquels l'abbé Bernier et Victoire de Donnissan de Lescure parviennent à traverser la Loire dans les jours qui suivent la bataille.

## Bilan humain
Pour les Vendéens, la virée de Galerne est une véritable hécatombe. Au total, sur les 60 000 à 100 000 personnes qui avaient franchi la Loire en octobre 1793, seules 4 000 parviennent à retraverser le fleuve en décembre. Pour François Lebrun, 50 000 Vendéens trouvent la mort pendant la virée de Galerne et pour Guy Richard, 70 000. En 2007, Jacques Hussenet estime que les victimes de la virée de Galerne représentent 30 à 45 % des 170 000 habitants de Vendée militaire tués pendant la guerre de Vendée, ce qui donne un bilan de 50 000 à 75 000 morts.

## La répression et la reprise des combats

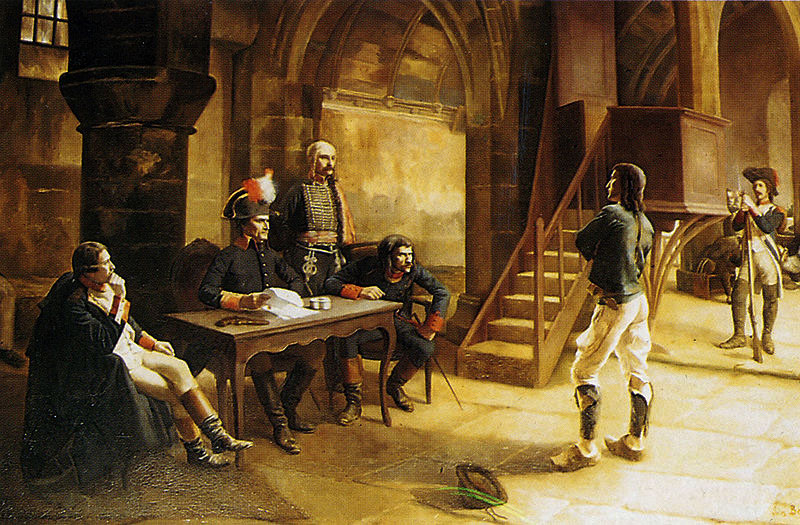
Interrogatoire du prince de Talmont, huile sur toile de Jules Benoit-Lévy, 1895, Historial de la Vendée, Les Lucs-sur-Boulogne.

La bataille de Savenay marque la fin de la virée de Galerne, qui se termine par une victoire décisive des forces républicaines. Cependant, Marceau, écœuré par la guerre civile et par les massacres, demande sa mutation aux frontières pour aller combattre les forces de la Première Coalition. Le 30 décembre, il passe son commandement au général Turreau, avec qui il a une altercation très vive, lui reprochant son peu d'empressement à venir combattre. Il occupe un temps le commandement militaire de la ville de Châteaubriant, puis il est mis en accusation pour avoir sauvé une jeune royaliste à la bataille du Mans. Défendu par Bourbotte, il est finalement acquitté et muté selon son souhait, dans l'armée de Sambre-et-Meuse. Le poste de général en chef de l'armée de l'Ouest revient alors au général Louis Marie Turreau. Ce dernier met en place un plan de répression sanglant, les colonnes infernales, qui devait par la suite relancer la guerre. Kléber, qui tente de s'y opposer en préconisant l'occupation du pays par la construction de forts, est finalement envoyé à Vitré au sein de l'armée des côtes de Brest pour combattre les Chouans. Il s'oppose, avec succès cette fois-ci, à Rossignol, son général en chef, qui veut étendre les colonnes incendiaires à certaines zones d'Ille-et-Vilaine, de la Loire-Inférieure et de la Mayenne. Kléber reste en Bretagne jusqu'en mai 1794, puis il est muté à son tour dans l'armée du Nord.
Aux combats succède rapidement la répression. Elle est particulièrement violente à Nantes, où le représentant Jean-Baptiste Carrier organise l'exécution de milliers de personnes par les noyades et les fusillades. 8 000 à 11 000 prisonniers sur 12 000 à 13 000, hommes, femmes et enfants, périssent à Nantes de novembre 1793 à février 1794 par les exécutions ou les épidémies.
En Maine-et-Loire, les représentants Adrien Francastel et Nicolas Hentz sévissent particulièrement à Angers, Saumur, Avrillé, Doué-la-Fontaine, Sainte-Gemmes-sur-Loire, Le Marillais et aux Ponts-de-Cé ; 11 000 à 15 000 personnes, hommes, femmes et enfants, sont emprisonnées, 6 500 à 7 000 sont fusillées ou guillotinées, 2 000 à 2 200 meurent dans les prisons.
En novembre 1793 le Comité de salut public avait voté un décret qui condamnait tout ville prise sans combat par les « Brigands » à être incendiée. Quelques villes, comme Fougères ou Laval, sont menacées, mais ce décret n'est finalement pas appliqué.
Des commissions militaires sont mises en place dans les départements traversés par les Vendéens, ainsi en Ille-et-Vilaine, 553 personnes sont condamnées à mort et exécutées par les commissions Brutus Magnier, O'Brien et Frey-Vaugeois pendant cinq mois, essentiellement à Rennes et Fougères.
De son côté, le prince de Talmont, qui tentait d'entrer en relation avec Joseph de Puisaye, est arrêté au village de Pont-dom-Guérin, à La Bazouge-du-Désert, avec ses trois compagnons, par la garde nationale du Loroux. Emprisonné à Fougères, Rennes puis Vitré dans de très mauvaises conditions, il subit un long interrogatoire. Atteint du typhus, il est finalement envoyé à Laval où il meurt guillotiné devant les portes de son château le 27 janvier 1794.
D'autres officiers trouvent la mort en tentant de traverser la Loire. Donissan, arrêté à Ancenis, est fusillé à Angers le 8 janvier. Piron de La Varenne se noie dans le fleuve le 10 mai 1794 lorsque sa barque est surprise et coulée par une canonnière républicaine.

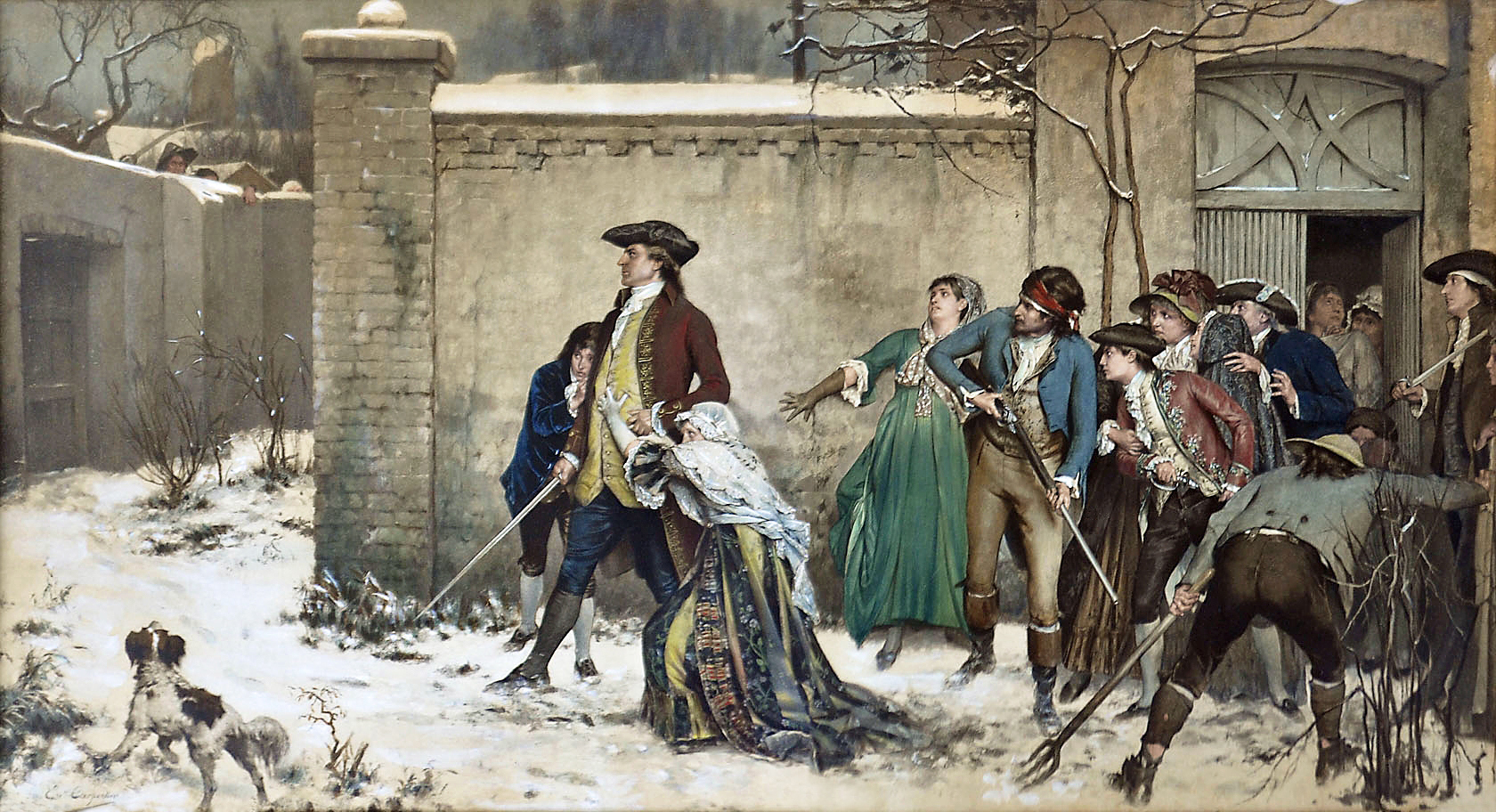
Les réfugiés
Évariste Carpentier, c. 1881.

Au début de l'année 1794, la Vendée militaire est définitivement vaincue. Cependant, la guerre ne s'arrête pas. Charette, qui n'a pas pris part à la virée de Galerne, poursuit les combats depuis octobre contre le général Nicolas Haxo. Ce dernier s'empare notamment, avec 6 000 hommes, de Noirmoutier le 3 janvier. Le général d'Elbée et les 2 000 défenseurs de l'île se rendent sous promesse de vie sauve mais sont tous fusillés. La guerre reprend véritablement le 21 janvier lorsque le général Turreau passe à l'offensive. De janvier à mai, ses colonnes infernales incendient tout sur leurs passages et commettent de nombreuses atrocités, certaines exterminent même des villages entiers.
Plusieurs chefs rescapés — Stofflet, Sapinaud de La Rairie, puis Marigny — parviennent au bout de quelques mois à reformer des troupes. En revanche, Henri de La Rochejaquelein, après avoir rassemblé 800 à 1 200 hommes, est tué dans une escarmouche le 28 janvier 1794 à Nuaillé.
Dans les premiers mois de l'année 1794, des insurrections royalistes sont signalées dans les zones traversées par les Chouans et les Vendéens rescapés de la virée de Galerne et réfugiés au nord de la Loire. Les premières bandes, fortes de quelques centaines d'hommes, se forment dans les environs de Fougères, menés par Aimé Picquet du Boisguy et à l'Ouest de Laval avec Jean Chouan et Jambe d'Argent. Rapidement, l'insurrection s'étend à la Bretagne et au Maine. En mars, elle atteint le Morbihan à la suite du combat de Mangolérian. En juin, sur les limites de la Loire-Inférieure et du Maine-et-Loire, Marie Paul de Scépeaux rassemble 700 hommes originaires des environs mais dont la plupart ont combattu plusieurs mois dans l'armée vendéenne, avant même la virée de Galerne. Scépeaux forme l'armée catholique et royale du Bas-Anjou et de la Haute-Bretagne et remporte plusieurs succès, marquant ainsi le début de la Chouannerie.

#### Études historiques
- Étienne Aubrée:
  - Le général de Lescure, librairie académique Perrin, 1936.
  - Les prisonniers de Malagra, librairie académique Perrin, 1938.
- Roger Dupuy:
  - Les Chouans, Coll. « La Vie Quotidienne », Hachette Littérature, Paris 1997.
  - La Bretagne sous la Révolution et l’Empire, 1789-1815, éditions Ouest-France université, Rennes, 2004.
- Élie Fournier, La Terreur bleue : 15 octobre-23 décembre 1793, La virée de Galerne, A. Michel, Paräis, 1993.  (ISBN 2-226-01985-5)
- Émile Gabory, Les guerres de Vendée, Robert Laffont, Paris 1989.
- Yves Gras, La Guerre de Vendée, éditions Economica, 1994.
- Pierre Gréau, La bataille d'Entrammes : 26 octobre 1793, Nantes/Laval, éditions Siloë, 2007, 140 p. (ISBN 978-2-84231-413-2)
- Pierre Gréau, La Virée de Galerne, Cholet, éditions Pays & Terroirs, 2012 (ISBN 978-2-7516-0286-3)
- Fernand Guériff, La bataille de Savenay dans la Révolution, Le Pouliguen, éditions Jean-Marie Pierre, 1988, 231 p. (ISBN 2-903999-08-2).
- Michel Horassius, La virée de Galerne. 1793 : la Vendée martyrisée, éditions Glyphe, 2008.
- Jacques Hussenet (dir.), « Détruisez la Vendée ! » Regards croisés sur les victimes et destructions de la guerre de Vendée, La Roche-sur-Yon, Centre vendéen de recherches historiques, 2007, 634 p. (ISBN 978-2911253348).
- Christian Le Boutellier, La Révolution dans le Pays de Fougères, Société archéologique et historique de l'arrondissement de Fougères, 1989.
- François Lebrun, La virée de Galerne, Éditions de l'Ouest, 1989.  (ISBN 2908261006)
- André Lévy, Les batailles du Mans. Le drame vendéen, éditions Bordessoules, 1993.
- Jean-Clément Martin, Blancs et Bleus dans la Vendée déchirée, Découvertes/Gallimard, 1986.
- Guy Richard (dir.), L'Histoire inhumaine, massacres et génocides des origines à nos jours, éditions Armand Collin, 1992.
- Robert Sinsoilliez, Le Siège de Granville, Chouans et Vendéens, éditions L'Ancre de Marine, 2004.
- Jean Tabeur, Paris contre la Province, les guerres de l'Ouest, éditions Economica, 2008.
- Hippolyte Taine, Les origines de la France contemporaine. La Révolution : le gouvernement révolutionnaire, le régime moderne, éditions Robert Laffont, 1986.

#### Romans historiques
- Victor Hugo, Quatrevingt-treize : premier récit : la guerre civile, Paris, Le livre de poche (Bernard Leuilliot éditeur scientifique), coll. « Les classiques de poche », 2001 (1re éd. 1874), 575 p. (ISBN 2-253-16078-4, lire en ligne)

#### Mémoires
- Jean-Baptiste Kléber, Mémoires politiques et militaires 1793-1794, 1794
- Victoire de Donnissan de La Rochejaquelein, Mémoires de Madame de La Rochejaquelein.